# 朱迪·格里纳姆
朱迪·格里纳姆（英語：Judy Grinham，1939年3月5日—），英国女子游泳运动员，主攻仰泳和自由泳。她曾代表英国参加1956年夏季奥林匹克运动会游泳比赛，获得女子100米仰泳金牌。